# Martín Cáceres
José Martín Cáceres Silva (Montevideo, 7 de abril de 1987) es un futbolista uruguayo que juega de defensa en Club Libertad de la Primera División de Paraguay.

## Trayectoria

### Defensor Sporting Club
Debutó en Defensor Sporting, en el año 2006. Jugó 17 partidos, marcó 4 goles y le mostraron 5 tarjetas amarillas. En el año;2007 solo disputó 9 partidos con Defensor en el campeonato local y en Copa Libertadores 2007 debido al interés de otros equipos europeos, su debut y estadía en primera división en su club de origen fue muy fugaz.

### España
Finalmente, el 2 de febrero de 2007 fichó por el Villarreal C. F. por dos millones de euros y cedido rápidamente al Recreativo de Huelva, en ese momento equipo de la Primera División, donde disputó 34 partidos, marcó 2 goles y recibió 10 tarjetas amarillas. Al final de la campaña, la UEFA le incluyó en el equipo revelación de la temporada. El Diario Marca también le apuntó como la revelación del equipo onubense y afirmaba que apuntaba a jugar en un grande.
El 4 de junio de 2008 fichó por el F. C. Barcelona, que pagó 16,5 millones de euros al Villarreal C. F., que a su vez pagó uno al Recreativo de Huelva por derechos de formación, y 6,5 a repartir entre el Defensor de Montevideo y su representante. Se le asignó el dorsal número 2.
El 4 de agosto de 2008 consiguió su primer gol con el F. C. Barcelona ante el Chivas USA, en un partido amistoso de pretemporada. El 22 de octubre de 2008 debutó con el equipo azulgrana en la Liga de Campeones de la UEFA, entrando como suplente en sustitución de Rafa Márquez en partido a domicilio contra el F. C. Basilea suizo, celebrado en St. Jakob Park. El F. C. Barcelona se impuso por 0:5.
En la temporada 2008-09 consiguió un triplete con el F. C. Barcelona. Pero a pesar del éxito colectivo, Cáceres apenas tuvo minutos y tuvo que replantearse su futuro.

### Juventus F. C.
En agosto de 2009 fue cedido a préstamo por el F. C. Barcelona a la Juventus F. C. de la Serie A de Italia por un año, con una opción de compra por 11 millones de euros. El uruguayo empezó a buen nivel, pero acabó lesionado. Finalmente regresó al Barcelona tras el periodo de cesión al club italiano.

### Sevilla F. C.
En agosto de 2010 fue cedido al Sevilla F. C. con una opción de compra de 3 millones más incentivos. En esa temporada jugó 25 partidos, recibiendo 5 amarillas. Y anotó su primer gol ante el Málaga C. F., con un cabezazo en una falta. Alternó los puestos de lateral y central a lo largo de la temporada. Ante el Almería sufrió una fuerte entrada de Jakobsen, por la que sufrió una fisura costal y un hematoma subcapsular en el riñón. Además, perdió un diente en el encuentro ante el Athletic de Bilbao.
El Sevilla anunció al finalizar la temporada que haría efectiva la opción de compra por el jugador.
La temporada siguiente jugaría 14 partidos con 3 tarjetas amarillas. El 16 de octubre de la temporada 2011-12, vuelve a marcar ante el Sporting, de cabeza tras el rechace de una falta.

### Regreso a Turín
El 24 de enero de 2012 se confirmó la cesión del jugador a la Juventus F. C. de la Serie A de Italia hasta el fin de la temporada con una opción de compra obligatoria por 8 millones de euros.
El 8 de febrero de 2012 debutó en semifinales frente al Milan en San Siro, marcando sus primeros dos goles y dando la victoria a su nuevo equipo por 2 a 1. En mayo, ganó el Scudetto con la Juventus. Finalmente la Juventus utilizó la opción de compra y fichó a Cáceres por cuatro años hasta el 30 de junio de 2016.
El 30 de junio de 2016 acabó contrato con la Juventus para convertirse así en agente libre.

### Paso por Inglaterra, años en Italia y vuelta a España
Tras pasar por el Southampton F. C. en el año 2017, siguió haciendo carrera en Italia. Jugó en el Hellas Verona, la S. S. Lazio, nuevamente en la Juventus de Turín, la ACF Fiorentina y el Cagliari Calcio. De este último equipo se fue el 30 de enero de 2022, momento en el que regresó al fútbol español después de acordar con el Levante U. D. su incorporación para lo que quedaba de temporada con la opción de seguir un año más.

### Tramo final de carrera
En agosto de 2022 fichó por Los Angeles Galaxy. Con este equipo ganó la MLS Cup y en febrero de 2025 se unió a Club Libertad hasta final de año.

## Selección nacional
Cáceres se destacó con la selección uruguaya sub-20 en el Campeonato Sudamericano Sub-20 de 2007 disputado en Paraguay. A pesar de su gran aporte defensivo, y de ser nombrado mejor defensa, su selección no pudo clasificarse para los Juegos Olímpicos de Pekín 2008, aunque al terminar en el tercer puesto, se ganó el pase a la Copa Mundial de Fútbol Sub-20 de 2007 que se disputó en Canadá.
Su debut en la selección mayor se produjo en un amistoso contra Sudáfrica en Johannesburgo, el 12 de septiembre de 2007. En el Mundial 2010, a pesar de no jugar en los primeros partidos de Uruguay, disputó el partido por semifinales contra los Países Bajos y el partido por el tercer puesto, frente a Alemania, con una buena actuación, aunque su selección perdió igual.
El 12 de mayo de 2014 el entrenador de la selección uruguaya, Óscar Washington Tabárez, incluyó a Cáceres en la lista provisional de 28 jugadores con los que inició la preparación para el Copa Mundial de Fútbol de 2014. Finalmente, Cáceres fue confirmado en la lista definitiva de 23 jugadores el 31 de mayo.

### Participaciones en Copas del Mundo
| Mundial                  | Sede      | Resultado        | Partidos | Goles |
| ------------------------ | --------- | ---------------- | -------- | ----- |
| Copa Mundial Sub-20 2007 | Canadá    | Octavos de final | 4        | 0     |
| Copa Mundial 2010        | Sudáfrica | Cuarto lugar     | 2        | 0     |
| Copa Mundial 2014        | Brasil    | Octavos de final | 4        | 0     |
| Copa Mundial 2018        | Rusia     | Cuartos de final | 5        | 0     |
| Copa Mundial 2022        | Catar     | Fase de grupos   | 1        | 0     |

### Participaciones en Copa América
| Copa              | Sede      | Resultado        | Partidos | Goles |
| ----------------- | --------- | ---------------- | -------- | ----- |
| Copa América 2011 | Argentina | Campeón          | 5        | 0     |
| Copa América 2019 | Brasil    | Cuartos de final | 4        | 0     |
| Copa América 2021 | Brasil    | Cuartos de final | 3        | 0     |

### Participaciones en Copas Confederaciones
| Copa                      | Sede   | Resultado    | Partidos | Goles |
| ------------------------- | ------ | ------------ | -------- | ----- |
| Copa Confederaciones 2013 | Brasil | Cuarto lugar | 4        | 0     |

### Goles internacionales
| #  | Fecha                   | Lugar                                   | Rival   | Gol | Resultado | Competición        |
| -- | ----------------------- | --------------------------------------- | ------- | --- | --------- | ------------------ |
| 1. | 23 de junio de 2011     | Atilio Paiva Olivera, Rivera, Uruguay   | Estonia | 1–0 | 3–0       | Amistoso           |
| 2. | 8 de octubre de 2015    | Hernando Siles, La Paz, Bolivia         | Bolivia | 1–0 | 2–0       | Eliminatorias 2018 |
| 3. | 17 de noviembre de 2015 | Estadio Centenario, Montevideo, Uruguay | Chile   | 3–0 | 3–0       | Eliminatorias 2018 |
| 4. | 10 de octubre de 2017   | Estadio Centenario, Montevideo, Uruguay | Bolivia | 1–1 | 4–2       | Eliminatorias 2018 |

## Estadísticas
| Club                              | Temporada    | Liga  | Liga  | Copas nacionales | Copas nacionales | Torneos internacionales | Torneos internacionales | Total | Total |
| Club                              | Temporada    | Part. | Goles | Part.            | Goles            | Part.                   | Goles                   | Part. | Goles |
| --------------------------------- | ------------ | ----- | ----- | ---------------- | ---------------- | ----------------------- | ----------------------- | ----- | ----- |
| Defensor Sporting · Uruguay       | 2005-06      | 2     | 0     | 5                | 1                | —                       | —                       | 7     | 1     |
| Defensor Sporting · Uruguay       | 2006-07      | 24    | 4     | 5                | 0                | 10                      | 0                       | 39    | 4     |
| Defensor Sporting · Uruguay       | Total        | 26    | 4     | 10               | 1                | 10                      | 0                       | 46    | 5     |
| Recreativo de Huelva · España     | 2007-08      | 34    | 2     | 2                | 1                | —                       | —                       | 36    | 3     |
| Recreativo de Huelva · España     | Total        | 34    | 2     | 2                | 1                | 0                       | 0                       | 36    | 3     |
| F. C. Barcelona · España          | 2008-09      | 13    | 0     | 7                | 0                | 3                       | 0                       | 23    | 0     |
| F. C. Barcelona · España          | Total        | 13    | 0     | 7                | 0                | 3                       | 0                       | 23    | 0     |
| Juventus F. C. · Italia           | 2009-10      | 15    | 1     | 1                | 0                | 5                       | 0                       | 21    | 1     |
| Sevilla F. C. · España            | 2010-11      | 25    | 1     | 5                | 0                | 7                       | 0                       | 37    | 1     |
| Sevilla F. C. · España            | 2011-12      | 14    | 1     | 4                | 0                | —                       | —                       | 18    | 1     |
| Sevilla F. C. · España            | Total        | 39    | 2     | 9                | 0                | 7                       | 0                       | 55    | 2     |
| Juventus F. C. · Italia           | 2011-12      | 11    | 1     | 3                | 2                | —                       | —                       | 14    | 3     |
| Juventus F. C. · Italia           | 2012-13      | 18    | 1     | 2                | 0                | 2                       | 0                       | 22    | 1     |
| Juventus F. C. · Italia           | 2013-14      | 17    | 0     | 2                | 1                | 11                      | 0                       | 30    | 1     |
| Juventus F. C. · Italia           | 2014-15      | 10    | 1     | 2                | 0                | 2                       | 0                       | 14    | 1     |
| Juventus F. C. · Italia           | 2015-16      | 6     | 0     | 3                | 0                | 0                       | 0                       | 9     | 0     |
| Southampton F. C. Inglaterra      | 2016-17      | 1     | 0     | 0                | 0                | —                       | —                       | 1     | 0     |
| Southampton F. C. Inglaterra      | Total        | 1     | 0     | 0                | 0                | 0                       | 0                       | 1     | 0     |
| Hellas Verona · Italia            | 2017-18      | 14    | 3     | 1                | 0                | ―                       | ―                       | 15    | 3     |
| Hellas Verona · Italia            | Total        | 14    | 3     | 1                | 0                | 0                       | 0                       | 15    | 3     |
| S. S. Lazio · Italia              | 2017-18      | 6     | 1     | 2                | 0                | 2                       | 0                       | 10    | 1     |
| S. S. Lazio · Italia              | 2018-19      | 4     | 0     | 2                | 0                | 4                       | 0                       | 10    | 0     |
| S. S. Lazio · Italia              | Total        | 10    | 1     | 4                | 0                | 6                       | 0                       | 20    | 1     |
| Juventus F. C. · Italia           | 2018-19      | 9     | 0     | 0                | 0                | 0                       | 0                       | 9     | 0     |
| Juventus F. C. · Italia           | Total        | 86    | 4     | 13               | 3                | 20                      | 0                       | 119   | 7     |
| ACF Fiorentina · Italia           | 2019-20      | 27    | 1     | 3                | 1                | ―                       | ―                       | 30    | 2     |
| ACF Fiorentina · Italia           | 2020-21      | 29    | 2     | 2                | 0                | ―                       | ―                       | 31    | 2     |
| ACF Fiorentina · Italia           | Total        | 56    | 3     | 5                | 1                | 0                       | 0                       | 61    | 4     |
| Cagliari Calcio · Italia          | 2021-22      | 15    | 1     | 0                | 0                | ―                       | ―                       | 15    | 1     |
| Cagliari Calcio · Italia          | Total        | 15    | 1     | 0                | 0                | 0                       | 0                       | 15    | 1     |
| Levante U. D. · España            | 2021-22      | 10    | 0     | ―                | ―                | ―                       | ―                       | 10    | 0     |
| Levante U. D. · España            | Total        | 10    | 0     | 0                | 0                | 0                       | 0                       | 10    | 0     |
| Los Angeles Galaxy Estados Unidos | 2022         | 8     | 0     | ―                | ―                | ―                       | ―                       | 8     | 0     |
| Los Angeles Galaxy Estados Unidos | 2023         | 15    | 2     | 3                | 0                | 0                       | 0                       | 18    | 2     |
| Los Angeles Galaxy Estados Unidos | 2024         | 15    | 0     | ―                | ―                | 1                       | 0                       | 16    | 0     |
| Los Angeles Galaxy Estados Unidos | Total        | 38    | 2     | 3                | 0                | 1                       | 0                       | 42    | 2     |
| Club Libertad Paraguay            | 2025         | 2     | 0     | ―                | ―                | 2                       | 0                       | 4     | 0     |
| Club Libertad Paraguay            | Total        | 2     | 0     | 0                | 0                | 2                       | 0                       | 4     | 0     |
| Total clubes                      | Total clubes | 344   | 22    | 54               | 6                | 49                      | 0                       | 447   | 28    |

## Palmarés

### Títulos nacionales
| Título                     | Club               | País           | Año  |
| -------------------------- | ------------------ | -------------- | ---- |
| Copa del Rey               | F. C. Barcelona    | España         | 2009 |
| Primera División de España | F. C. Barcelona    | España         | 2009 |
| Serie A                    | Juventus F. C.     | Italia         | 2012 |
| Supercopa de Italia        | Juventus F. C.     | Italia         | 2012 |
| Serie A                    | Juventus F. C.     | Italia         | 2013 |
| Supercopa de Italia        | Juventus F. C.     | Italia         | 2013 |
| Serie A                    | Juventus F. C.     | Italia         | 2014 |
| Serie A                    | Juventus F. C.     | Italia         | 2015 |
| Copa Italia                | Juventus F. C.     | Italia         | 2015 |
| Supercopa de Italia        | Juventus F. C.     | Italia         | 2015 |
| Serie A                    | Juventus F. C.     | Italia         | 2016 |
| Copa Italia                | Juventus F. C.     | Italia         | 2016 |
| Serie A                    | Juventus F. C.     | Italia         | 2019 |
| Major League Soccer        | Los Angeles Galaxy | Estados Unidos | 2024 |

### Títulos internacionales
| Título                       | Club (*)        | Sede      | Año  |
| ---------------------------- | --------------- | --------- | ---- |
| Liga de Campeones de la UEFA | F. C. Barcelona | Roma      | 2009 |
| Copa América                 | Uruguay         | Argentina | 2011 |

(*) Incluye la selección.

## Vida personal
Martín Cáceres creció en el Barrio de Sayago tras la mudanza de sus padres Miriam y José a la capital de Montevideo abandonando Sarandí del Yí para buscar oportunidades. Desde joven fue pareja de Natalia Sommaruga, compañera del Liceo IBO. Terminaron su relación en el 2019. Fruto de esa unión nacerían sus hijos Martina y León.
Hoy vive con su pareja, Hannah Gabriella Armstrong, en Los Ángeles donde juega para LA Galaxy en el MLS. El futbolista y la diseñadora de moda llevan una relación desde al menos el 2020. Juntos colaboran en proyectos de diseño de moda ya que la oriunda de Puerto Rico tiene su propia marca llamada Hannah Armstrong. Juntos frecuentan sus países de origen, Uruguay y Puerto Rico, durante ciertos periodos del año.
Su ídolo es Enzo Francescoli.
En 2016 tuvo problemas por una actitud inadecuada fuera del campo de juego, protagonizando cuatro accidentes automovilísticos, algunos bajo los efectos del alcohol, siendo sancionado con un alejamiento de la Selección Uruguaya y de la Juventus.